# Abborratjärnen (Kinnarumma socken, Västergötland)
Abborratjärnen är en sjö i Borås kommun i Västergötland och ingår i Viskans huvudavrinningsområde. Sjön är 7,5 meter djup, har en yta på 0,008 kvadratkilometer och är belägen 138 meter över havet.